# Rameau superficiel de l'artère circonflexe fémorale médiale
Le rameau superficiel de l'artère fémorale circonflexe médiale est une artère du membre inférieur située dans la cuisse.
La rameau superficiel de l'artère circonflexe fémorale médiale naît du rameau descendant de l'artère circonflexe fémorale médiale. Il nait entre le muscle carré fémoral et le bord supérieur du muscle grand adducteur.
Il s'anastomose avec l'artère glutéale inférieure, l'artère circonflexe fémorale latérale et la première artère perforante de la cuisse pour constituer le réseau anastomotique de la hanche.